# Místokrálovství Nové Španělsko
Nové Španělsko (španělsky Nueva España) bývalo španělskou kolonií, která zahrnovala rozlehlá území v Severní a Střední Americe, Karibiku a asijsko-mikronéském regionu. Bylo jedním ze 4 španělských místokrálovství, které Španělé zakládali na dobytých územích Nového světa.

## Geografické vymezení
Nové Španělsko zahrnovalo dnešní státy Mexiko; středoamerické státy Guatemala, Honduras, Salvador, Nikaragua, Kostarika; karibské ostrovní státy Kuba, Dominikánská republika, Portoriko; asijské Filipíny; pacifické Palau, Federativní státy Mikronésie, Guam, Severní Mariany; spolkové státy USA Kalifornie, Nové Mexiko, Arizona, Texas, Nevada, Louisiana, Florida, Utah a části států Colorado, Wyoming, Kansas a Oklahoma.

## Historie

### Počátky kolonizace
Mořeplavec Kryštof Kolumbus objevil Ameriku (karibské ostrovy) v roce 1492. Od tohoto data prozkoumávají Evropané jednak karibské ostrovy, tak pobřeží amerického kontinentu. Mezi roky 1519 a 1521 dobyl dor Hernán Cortés Aztéckou říši a další mezoamerické kultury. Tehdejší španělský král Karel V. vydal 1. ledna 1535 královské nařízení, ve kterém ustanovil nové místokrálovství na nově dobytých území. Hlavním městem se stalo Ciudad de México, které bylo založeno na ruinách aztéckého hlavního města Tenochtitlán.
Postupem času vznikly generální kapitanáty, které sice oficiálně byly podřízeny místokráli, ale v praxi měly vysokou autonomii a místní generální kapitán se zodpovídal přímo španělskému králi. V různých dochovaných textech se vyskytují zmínky o:
- generální kapitanát Guatemala
- generální kapitanát Yucatán
- generální kapitanát Kuba
- generální kapitanát Filipíny
- generální kapitanát Santo Domingo
- generální kapitanát Portoriko

### Rozpad

Vojenská vlajka místokrálovství

Španělská vlajka v 18. století

Během své existence ztratilo Nové Španělsko kontrolu nad Islas de la Bahía (1643, dnes součást Hondurasu), Jamajkou (1655), Kajmanskými ostrovy (1670), Trinidadem (1797), Britským Hondurasem (1798, dnešní Belize), které připadly Velké Británii. V roce 1697 předalo Španělsko západní část ostrova Hispaniola Francii, která zde zřídila vlastní kolonii Saint-Domingue. Naopak mezi roky 1763 a 1800 spadala pod Nové Španělsko původně francouzská kolonie Louisiana. Roku 1819 byla podepsána smlouva Adams-Onís, ve které se upravila severní hranice místokrálovství a španělská Florida byla prodána Spojeným státům. V roce 1821 skončila mexická válka za nezávislost (v kontextu hispanoamerických válek za nezávislost) a bylo vyhlášeno první Mexické císařství v čele s Agustínem de Iturbide.
Už o 2 roky později se ale rozdělilo na Mexiko a Spojené středoamerické provincie.
Ve španělských rukou zůstaly po roce 1821 pouze Kuba, Portoriko a Španělská Východní Indie. Tyto državy ztratilo Španělsko v roce 1898 po prohrané Španělsko-americké válce.